# ヴィビーシャナ

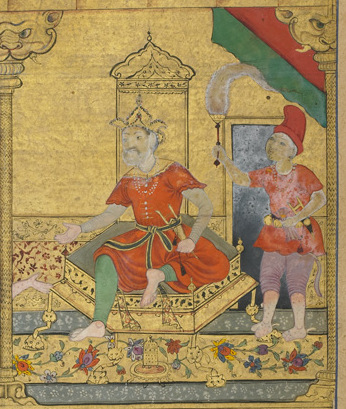
ヴィビーシャナ

ヴィビーシャナ（梵: विभीषण, Vibhīṣaṇa）は、インド神話に登場する心正しいラークシャサ。ラークシャサ族の王スマーリンの娘カイカシーとヴィシュラヴァスの息子で、ラーヴァナ、クンバカルナ、シュールパナカーと兄弟。兄ラーヴァナがラーマ王子の妃シーターを略奪したとき、その非を責めて、シーターを返還するよう説得した。しかし聞き入られなかったため、部下を連れてラーマ軍に投降し、兄ラーヴァナの軍勢と戦った。戦争後、ヴィビーシャナはランカー島の王となった。